# تل الجاير
تل الجاير قرية سورية تقع في جنوب شرق محافظة الحسكة وتتبع لمنطقة الشدادي وناحية مركدة على مقربة من الحدود العراقيه، وتبعد 40 كيلو متر عن نهر الخابور.

## السكان
يقطن فيها مجموع من السكان من كل البوحسوني والقضاة والفاضل والمشاهدة
ويشتهرون بالزراعة مثل القمح والشعير والذرة والصناعات اليدوية ورعي الاغنام وتجارة بعض المواد مع العراق.